# 高島站 (北海道)

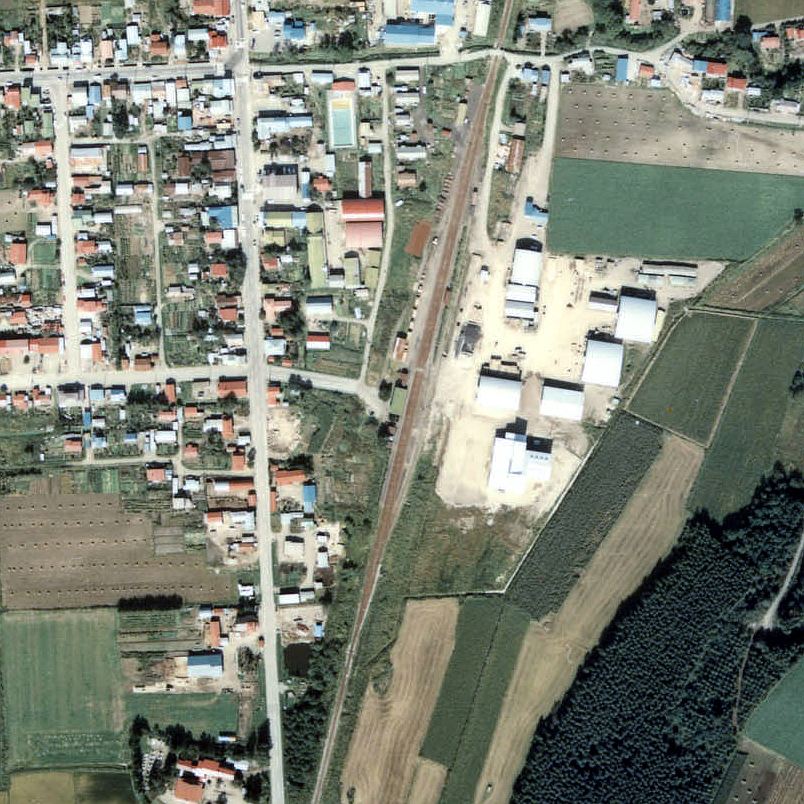
1977年國鐵池北線時代的高島站與方圓500米範圍。上方是北見方向。

高島站（日语：／ Takashima eki */?）是位於北海道中川郡池田町字高島8番1號，北海道池北高原鐵道的故鄉銀河線車站（廢站）。隨著故鄉銀河線廢線，車站在2006年（平成18年）4月21日廢除。

## 歷史
- 1910年（明治43年）9月22日 - 鐵道院網走線池田站至淕別站之間開業，此站啟用[3]。當時為一般車站[4]。
- 1912年（大正元年）11月18日 - 池田至網走路線改名為網走本線[1]。
- 1949年（昭和24年）6月1日 - 日本國有鐵道成立，成為日本國有鐵道車站。
- 1961年（昭和36年）4月1日 - 池田至北見之間改名為池北線，成為池北線車站[1][5]。
- 1982年（昭和57年）9月10日 - 結束處理貨物[6]。
- 1984年（昭和59年）2月1日 - 結束處理行李[7]。
- 1987年（昭和62年）4月1日 - 伴隨國鐵分割民營化，車站由北海道旅客鐵道（JR北海道）營運[8]。
- 1989年（平成元年）6月4日 - 北海道池北高原鐵道繼承池北線[1][9][10][11][12][13][14]。
- 1997年（平成9年）4月1日 - 成為無人車站[15]。
- 2006年（平成18年）4月21日 - 故鄉銀河線全線廢除[2][16]，此站也廢除。
- 2008年（平成20年）12月16日 - 車站大樓拆毀。並預計於遺址設置紀念公園。

### 站名的由來
車站名稱取自當地地名。當地名稱曾經名為阿伊努語的「ペッポ（pet-po）」，其意思為小川。現在的名稱是在池田町開拓時期，於1896年（明治29年），高島嘉右衛門（商人，高島易斷始創者）於同一地點設置農場。後來，於該處設置的車站便名為「高島站」，並且把高島地名化。

## 車站構造
截至車站廢除前，此站是地面車站，設有2面2線的相對式月台。兩座月台不是完全相對的，有少許偏移。在廢除時為無人車站。

## 車站周邊
- 北海道道496號下居邊高島停車場線
- 池田町公所高島分所
- 池田警署（日语：池田警察署 (北海道)）高島駐在所
- 十勝高島郵局
- 十勝巴士（日语：十勝バス）「高島」巴士站

## 現況

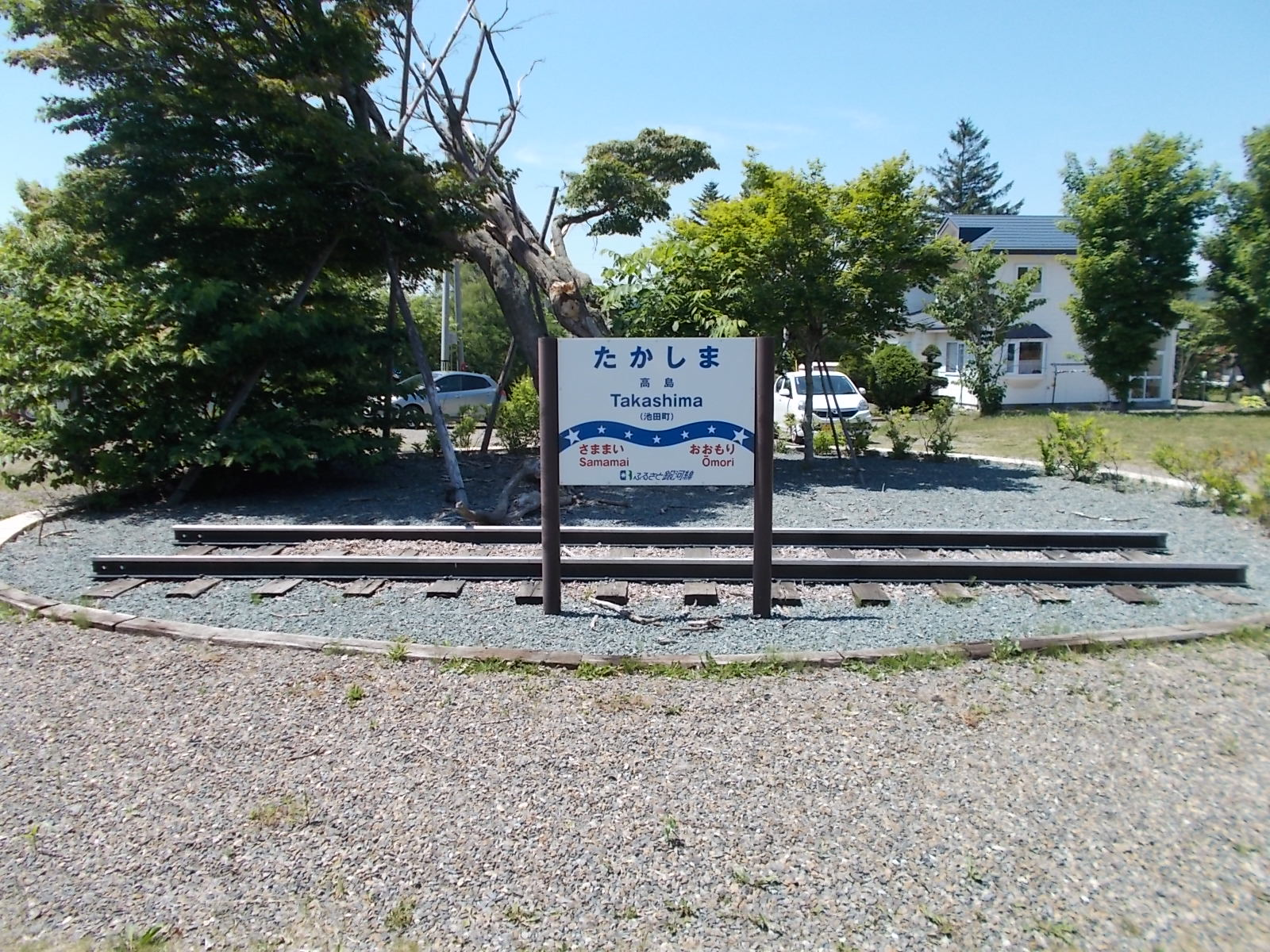
車站大樓一方的月台遺蹟

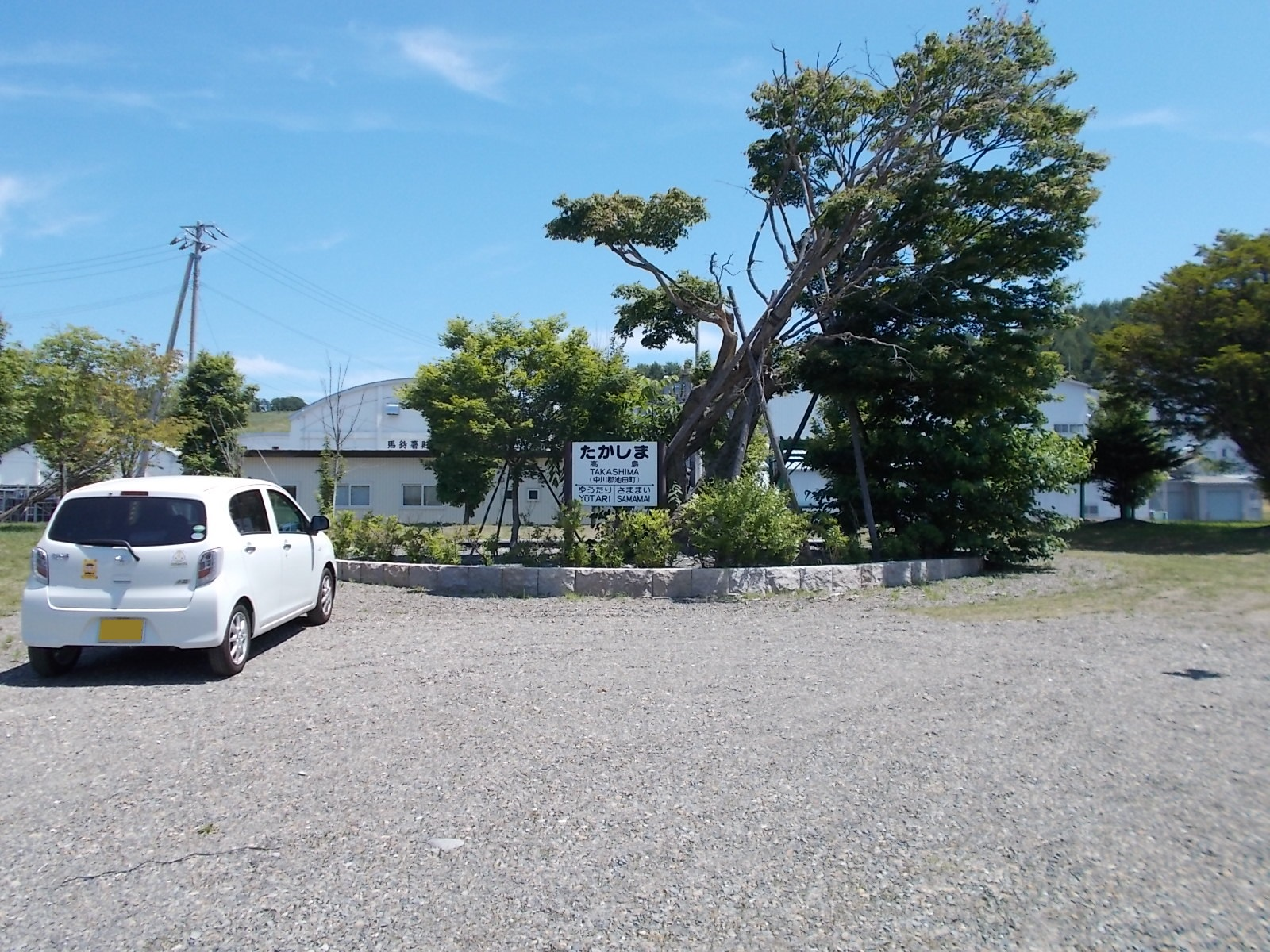
站前正面

車站大樓和月台已經撤走，站前的樹木還存在。路軌、國鐵樣式和故鄉銀河線樣式的站名牌當作紀念碑被遺留下來。

## 相鄰車站
北海道池北高原鐵道
故鄉銀河線
樣舞－高島－大森

## 注腳
1. 1 2 3 4   田中和夫（監修）. . 上巻 国鉄・JR線. 北海道新聞社（編集）. 2002-07-15: 236–237頁. ISBN 978-4-89453-220-5. ISBN 4-89453-220-4 （日语）.
2. 1 2 3  北見現代史編集委員会（編集）. . 北見市: 981頁. 2007-01 （日语）.
3. ↑  《官報》1910年09月17日 鐵道院告示第81号 （页面存档备份，存于）（國會圖書館）
4. ↑  《JR釧路支社》 p. 79。
5. ↑  《JR釧路支社》 p. 96
6. ↑  《JR釧路支社》 pp. 111 - 112
7. ↑  《JR釧路支社》 p. 113
8. ↑  太田幸夫.  1. 札幌市: 富士コンテム. 2004-02-29: 139. ISBN 4-89391-549-5 （日语）.
9. ↑  田中和夫（監修）. . 下巻 SL・青函連絡船他. 北海道新聞社（編集）. 2002-12-05: 222頁–223頁. ISBN 978-4-89453-237-3. ISBN 4-89453-237-9.
10. ↑  北見現代史編集委員会（編集）. . 北見市: 952頁,954頁. 2007-01 （日语）.
11. ↑  ふるさと銀河線10周年記念事業実行委員会（編集）. : 21–24頁、95頁. 1999-06-04 （日语）.
12. ↑  . 北海道新聞 (北海道新聞社). フォト北海道（道新写真データベース）. 1989-06-03  [2016-11-25]. （原始内容存档于2016年11月25日） （日语）.
13. ↑  《JR釧路支社》 p. 122
14. ↑  《10年》 p. 105
15. ↑  《10年》 p. 111 當中「在1996年（平成8年）12月1日無人化，在1997年（平成9年）3月31日前暫時仍然有職員當值」。
16. ↑  . 北海道新聞 (北海道新聞社). フォト北海道（道新写真データベース）. 2006-04-21  [2016-11-25]. （原始内容存档于2016年11月25日） （日语）.
17. 1 2  山田秀三. . アイヌ語地名の研究　山田秀三著作集　別巻 2. 浦安市: 草風館. 2018-11-30: 295–296. ISBN 978-4-88323-114-0 （日语）.
18. ↑  本多 貢. 児玉　芳明 , 编. . 札幌市: 北海道新聞社. 1995-01-25: 148–149  [2018-10-16]. ISBN 4893637606. OCLC 40491505 （日语）.